# Margaret Leighton

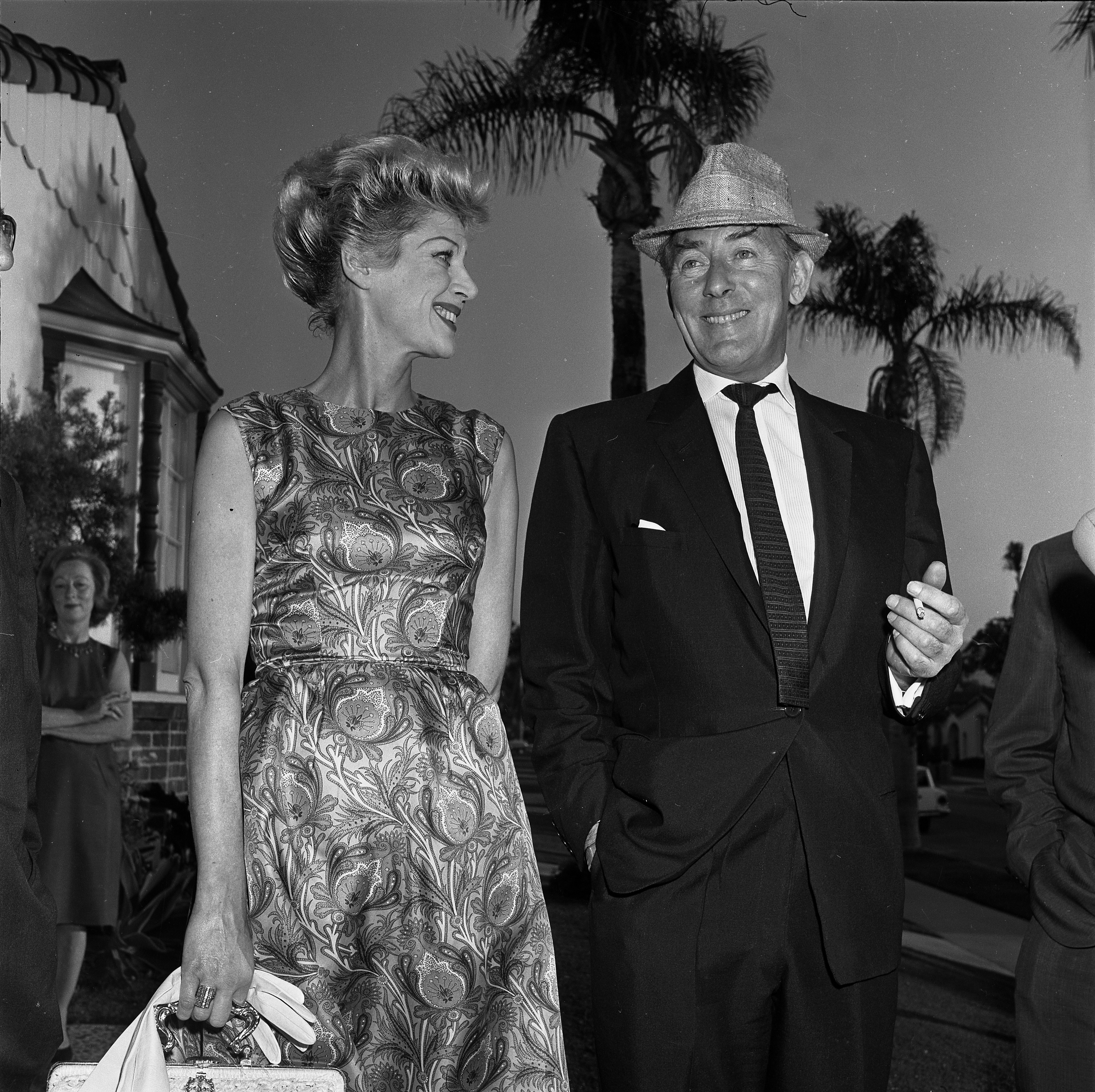
Margaret Leighton mit ihrem Ehemann Michael Wilding (1964)

Margaret Leighton (* 26. Februar 1922 in Barnt Green, Worcestershire, England; † 13. Januar 1976 in Chichester, Sussex, England) war eine britische Schauspielerin.

## Leben
Margare Leighton wurde viermal für den Tony Award nominiert und gewann zwei Tony Awards für Broadway-Aufführungen in der Kategorie Beste Hauptdarstellerin: 1957 für Terence Rattigans Separate Tables und 1962 für Tennessee Williams’ Die Nacht des Leguan. In derselben Kategorie war sie auch für Shakespeares Viel Lärm um nichts (1960) und Tchin-Tchin (1963) nominiert.
Für ihre Rolle in Hamlet (1970) bekam sie den Emmy für hervorragende Leistungen einer Nebendarstellerin in einem Drama. Für vier Folgen der Serie Dr. Kildare (1966) wurde sie für den Emmy für hervorragende Einzelleistung einer Hauptdarstellerin in einem Drama nominiert. Für ihre Rolle als Mrs. Maudsley in Joseph Loseys Filmdrama Der Mittler (1971), gewann sie den British Academy Film Award als beste Nebendarstellerin. Sie erhielt eine Nominierung für den British Academy Film Award als beste britische Schauspielerin für ihre Rolle als Valerie Carrington in Carrington, V.C. (1955) und wurde für Der Mittler 1971 als beste Nebendarstellerin für den Oscar nominiert.
1971 erhielt Leighton die Diagnose Multiple Sklerose, arbeitete aber dennoch weiter. Auch ab 1975, als sie nicht mehr gehen konnte, hörte sie nicht auf zu spielen. Sie starb im folgenden Jahr in Sussex.
Leighton war dreimal verheiratet: Von 1947 bis 1955 mit dem britischen Verleger Max Reinhardt, von 1957 bis 1961 mit dem Schauspieler Laurence Harvey und von 1964 bis zu ihrem Tod mit dem Schauspieler Michael Wilding.

## Filmografie (Auswahl)
- 1938: Laugh with Me (Fernsehfilm)
- 1948: Der Fall Winslow (The Winslow Boy)
- 1949: Sklavin des Herzens (Under Capricorn)
- 1950: Das dunkelrote Siegel (The Elusive Pimpernel)
- 1952: An einem Montag wie jeder andere (Home at Seven)
- 1954: Vier bleiben auf der Strecke (The Good Die Young)
- 1954: Der Fall Teckmann (The Teckman Mystery)
- 1955: So etwas lieben die Frauen (The Constant Husband)
- 1959: Fluch des Südens (The Sound and the Fury)
- 1962: Walzer der Toreros (Waltz of the Toreadors)
- 1964: The Third Secret
- 1964: Der Kandidat (The Best Man)
- 1965: Tod in Hollywood (The Loved One)
- 1966: Sieben Frauen (Seven Women)
- 1969: Die Irre von Chaillot (The Madwoman of Chaillot)
- 1971: Der Mittler (The Go-Between)
- 1972: X, Y und Zee (Zee and Co.)
- 1972: Die große Liebe der Lady Caroline (Lady Caroline Lamb)
- 1974: Die Tür ins Jenseits (From Beyond the Grave)
- 1974: Die großen Erwartungen (Great Expectations, Fernsehfilm)
- 1975: Mondbasis Alpha 1 (Space 1999; Fernsehserie, Folge Auf gefährlichem Kurs)
- 1976: Selbstjustiz (Trial by Combat)